# Montpont-en-Bresse
Montpont-en-Bresse este o comună în departamentul Saône-et-Loire, Franța. În 2009 avea o populație de 1.083 de locuitori.

## Evoluția populației
| An        | 1975  | 1982  | 1990  | 1999  | 2006  | 2009  |
| --------- | ----- | ----- | ----- | ----- | ----- | ----- |
| Populație | 1.106 | 1.009 | 1.016 | 1.013 | 1.027 | 1.083 |